# Tapinanthus erectotruncatus
Tapinanthus erectotruncatus är en tvåhjärtbladig växtart som beskrevs av Simone Balle och R.M. Polhill & D. Wiens. Tapinanthus erectotruncatus ingår i släktet Tapinanthus och familjen Loranthaceae. Inga underarter finns listade i Catalogue of Life.